# كينت (كونيتيكت)
كينت (بالإنجليزية: Kent, Connecticut)‏ هي بلدة أمريكية تقع في الولايات المتحدة في كونيتيكت. يقدر عدد سكانها بـ 2,962 نسمة ومساحتها 128.5 كم2 ووترتفع عن سطح البحر 142 متر.

## أعلام
- آدم كينيدي
- جورج ب. ويلبر
- لين ريدغريف
- سيث ماكفارلن
- جون سويفت